# Iberulito

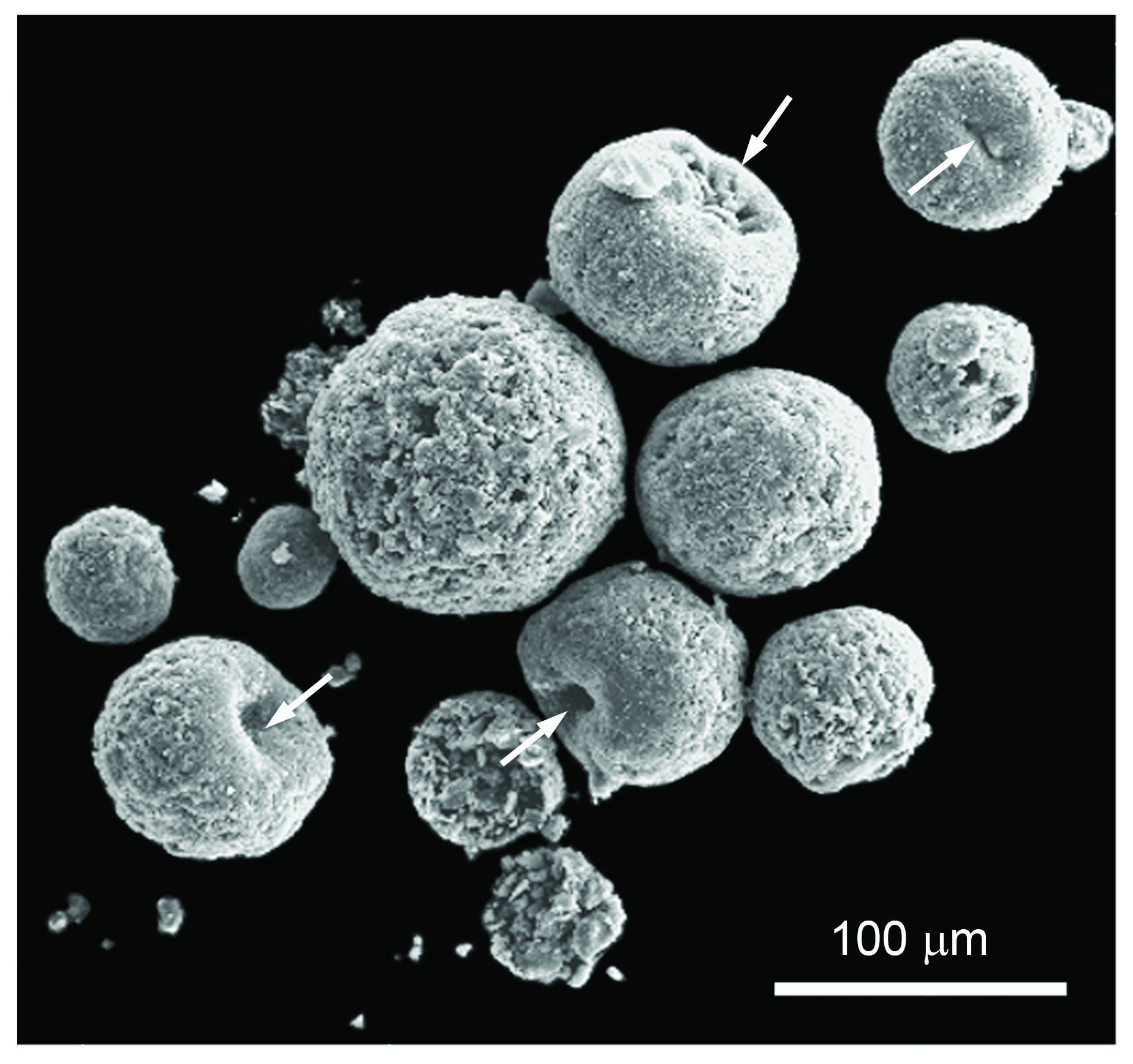
Figura 1: Grupo de iberulitos observados con SEM. Las flechas señalan la ubicación del vórtice.

Los iberulitos son un tipo particular de microesferulitos (figura 1) que se desarrollan en la atmósfera (troposfera), y que finalmente caen a la superficie de la Tierra. El nombre procede del lugar donde fueron descubiertos: la península ibérica.

## Definición
Atendiendo a sus características se puede definir un iberulito como una coasociación con geometría axial, constituida por granos minerales bien definidos junto con componentes no cristalinos, estructurados en un núcleo de grano grueso y una corteza esmectítica, con un único vórtice y color rosáceo (figura 2), que se forman en la troposfera por complejas interacciones aerosol-agua-gas.

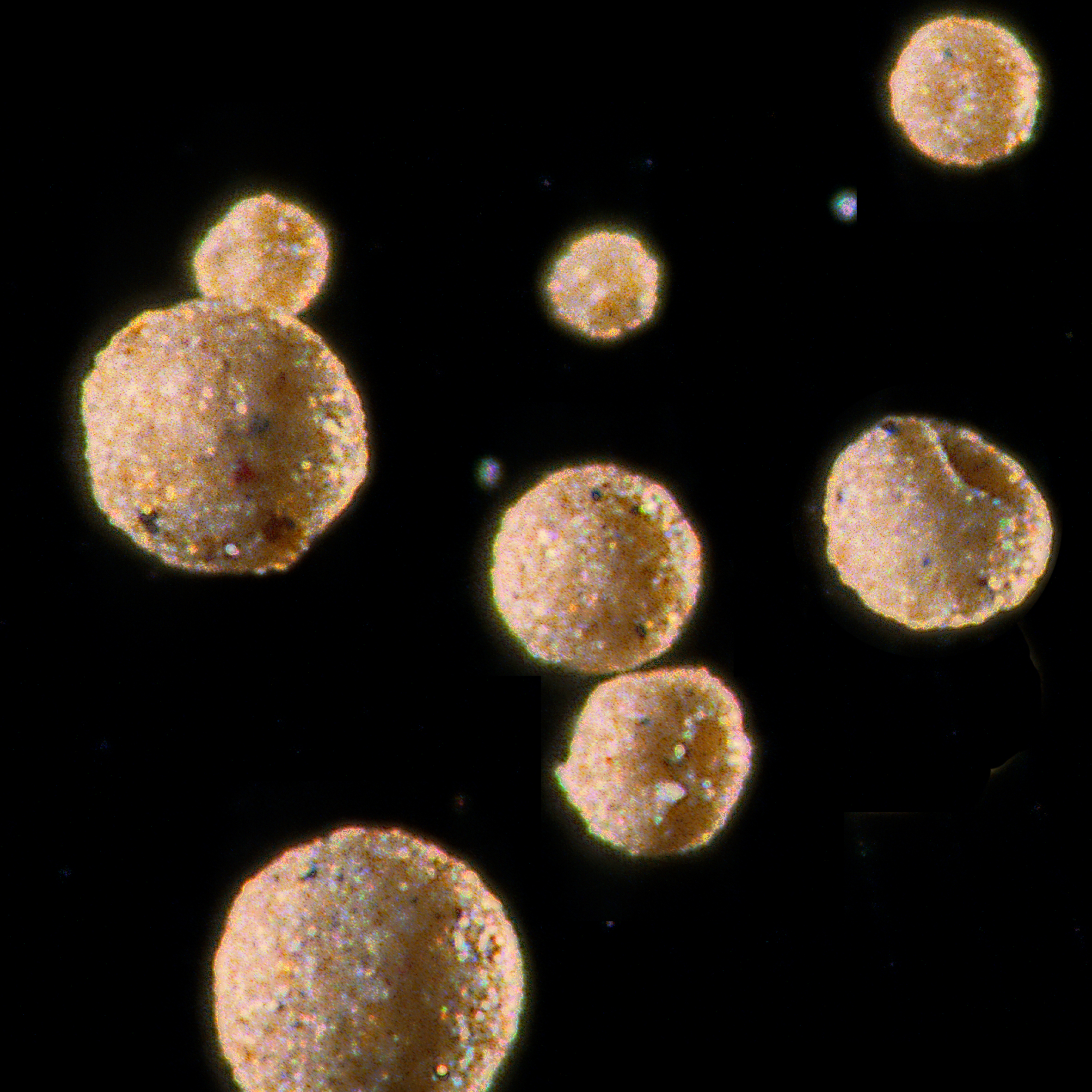
Figura 2: Aspecto de varios iberulitos utilizando un microscopio óptico.

## Formación

### Morfología
Se ha sugerido la hipótesis de la interfase acuosa como el mecanismo que conduce a la formación troposférica de los iberulitos: las interacciones entre gotas de agua y aerosoles saharianos crean complejas condiciones hidrodinámicas que causan la posibilidad de colisiones (captura por la estela y por el frente) y que producen las “gotas de agua precursoras” de los iberulitos. El traslado de esta gota de agua a niveles troposféricos inferiores implica procesos como coalescencia, formación del vórtice y desecación por descenso, tanto simultáneos como consecutivos. Durante esta fase el iberulito adquiere su forma esférica y su estructura interna (núcleo y corteza) aunque esta forma se puede distorsionar por la adaptación a filamentos vegetales.

### Atributos composicionales
El núcleo presenta una mineralogía formada principalmente por granos de cuarzo, calcita, dolomita y feldespatos. La corteza está constituida por minerales de la arcilla, principalmente esmectitas (beidellita, montmorillonita)  e illita, sulfatos, cloruros y cuarzo amorfo. Este último grupo de minerales es de carácter neoformado durante el proceso de maduración, que se produce en la atmósfera en los estadios finales de formación de los iberulitos: probablemente el sobrevuelo de áreas con emisiones volcánicas conteniendo azufre (archipiélagos del Atlántico Norte) incorporan el SO2 en la superficie del iberulito y el descenso a la capa marina límite (MBL) de la costa Atlántica Ibérico-Marroquí induce la incorporación de sales marinas y microorganismos. Finalmente caen en el sur de la península ibérica, donde han sido encontrados.

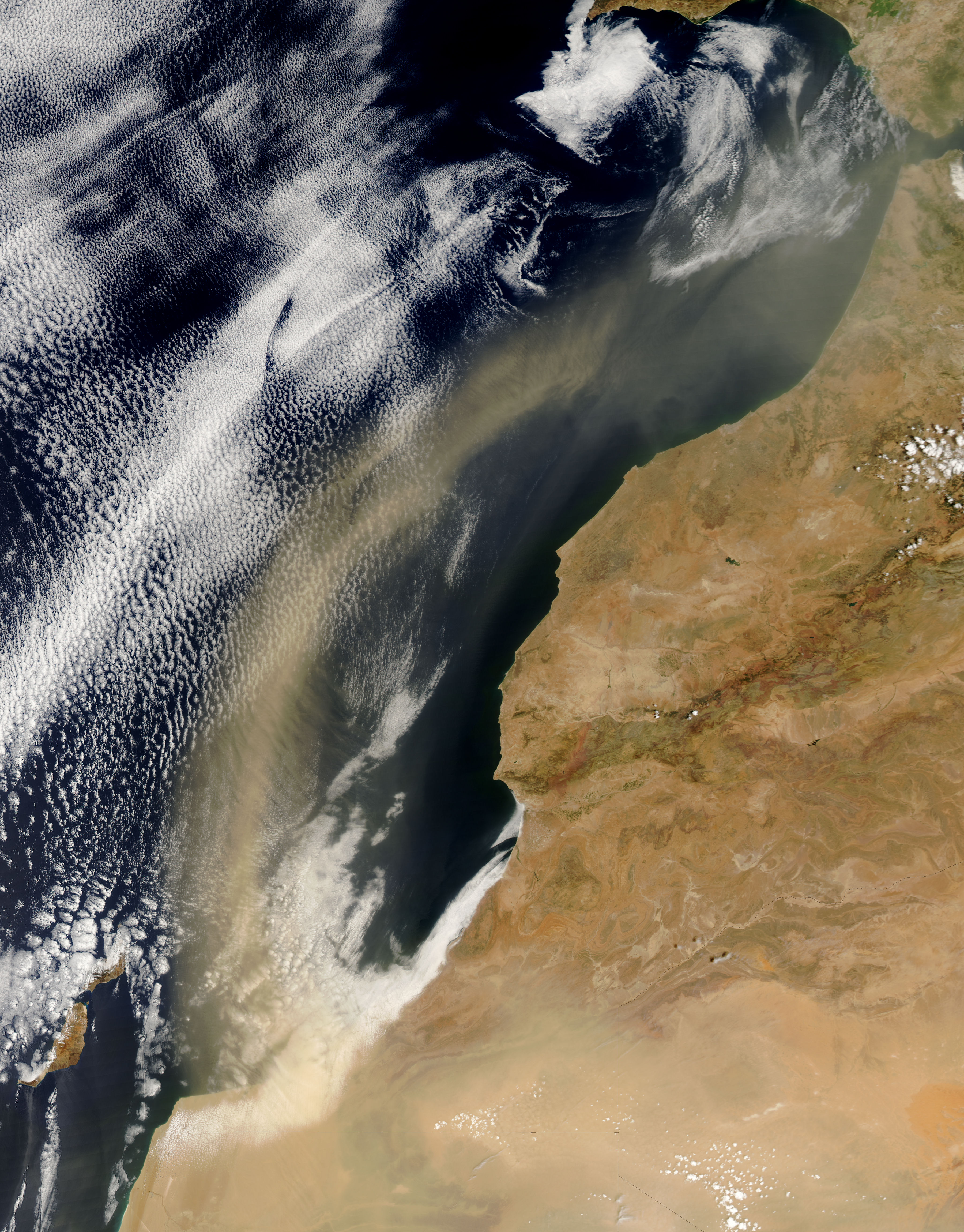
Figura 3: Episodio de polvo Sahariano ocurrido el 15 de agosto de 2005. Se observa un cambio de dirección de la pluma hacia el Golfo de Cádiz.

### Proceso de maduración
En detalle, el proceso de maduración atmosférica se desarrolla sólo en la corteza esmectítica, por medio de reacciones heterogéneas multifase que producen sulfatos como resultado del ataque de H2SO4 a los minerales de la corteza. Esto llevaría a la rápida transformación de algunos minerales primarios en productos de neoformación atmosférica (minerales secundarios): los sulfatos, principalmente el yeso, serían producto del ataque del H2SO4 con los cationes interlaminares de las esmectitas; el progreso de este ataque destruiría las capas octaédricas y tetraédricas de los filosilicatos, creando sulfatos mixtos. La alunita, y la jarosita encontradas en la corteza esmectítica tendría un origen similar. Si el ataque ácido progresa aún más, los granos de filosilicatos se destruirían completamente, produciendo sílice amorfa y liberación de hierro. Ya que los exoesqueletos biogénicos no tienen signos de corrosión, se han debido incorporar después del ataque ácido antes descrito, y probablemente al mismo tiempo que las sales marinas.

### Entorno de formación
Los iberulitos están ligados a la evolución de masas de aire con alto contenido en polvo (plumas) que, procedentes de tormentas de polvo Sahariano, se transportan sobre la península ibérica, frecuentemente a través del margen oriental del Océano Atlántico Norte (Figura 3). Estas plumas afectan a la península ibérica durante los meses cálidos, de mayo a septiembre, inducidas por la actividad anticiclónica estacional, y sólo se producen esporádicamente en primavera y otoño.